# Бучумени (Илфов)
Бучумени (рум. Buciumeni) насеље је у Румунији у округу Илфов у општини Буфтеа. Oпштина се налази на надморској висини од 100 m.

## Становништво
Према подацима из 2002. године у насељу је живело 2559 становника.

### Попис2002.
| Расподела становништва по националности 2002.‍ | Расподела становништва по националности 2002.‍ | Расподела становништва по националности 2002.‍ | Расподела становништва по националности 2002.‍ | Расподела становништва по националности 2002.‍ |
| --------------------------------------------- | --------------------------------------------- | --------------------------------------------- | --------------------------------------------- | --------------------------------------------- |
|                                               |                                               |                                               |                                               |                                               |
| Румуни                                        | Румуни                                        |                                               | 2.461                                         | 96,2%                                         |
| Роми                                          | Роми                                          |                                               | 85                                            | 3,3%                                          |
| Италијани                                     | Италијани                                     |                                               | 6                                             | 0,2%                                          |
| Кинези                                        | Кинези                                        |                                               | 5                                             | 0,2%                                          |